# 鉻酸鉛
鉻酸鉛（俗稱鉻黃、柠檬黄），化學式PbCrO4。常溫時為黃色粉末，可用作黃色顏料或是塗於馬路上的分隔線，使用量已經大幅減少。
其溶解度極低、鉻酸鉛在製造時有精心管理、主要是在於原料鉻酸鹽的粉塵，鉻酸鉛的實際危害比其他含鉛及六價鉻的化合物低很多。
將鉻酸鉀加於鉛鹽可以制成鉻酸鉛。它的反應式是：
Pb2+ + CrO42− → PbCrO4
这一反应常用来鉴定Pb2+或 CrO42−。它可在氢氧化钠溶液中溶解：
PbCrO4 + 3 OH−   →   [Pb(OH)3]− + CrO42−
故可用来区别其他黄色的难溶铬酸盐（如BaCrO4）。